# آرشر علي
آرشر علي (بالإنجليزية: Arsher Ali)‏ هو ممثل بريطاني، ولد في 9 أبريل 1984 بنوتنغهام في المملكة المتحدة.

## أعمال

### أفلام
- (2010) أربعة أسود[6]

## وصلات خارجية
- آرشر علي على موقع IMDb (الإنجليزية)
- آرشر علي على موقع ألو سيني (الفرنسية)
- آرشر علي على موقع ميوزك برينز (الإنجليزية)
- آرشر علي على موقع أول موفي (الإنجليزية)
- آرشر علي على موقع قاعدة بيانات الأفلام السويدية (السويدية)
- آرشر علي على موقع قاعدة بيانات الفيلم (الإنجليزية)
- آرشر علي على موقع كينوبويسك (الروسية)